# بلاکویل (کارولینای جنوبی)
بلاکویل(به انگلیسی: Blackville) شهری در ایالت کارولینای جنوبی کشور ایالات متحده آمریکا است که جمعیت آن در سرشماری سال ۲۰۱۰ میلادی، ۲٬۴۰۶ نفر بوده‌است.